# Forskalia cuneata
Forskalia cuneata är en nässeldjursart som beskrevs av Chun 1888. Forskalia cuneata ingår i släktet Forskalia och familjen Forskaliidae. Inga underarter finns listade i Catalogue of Life.